# Boulevard Paul-Doumer
Le boulevard Paul-Doumer est un boulevard de la commune de Reims, dans le département de la Marne, en région Grand Est.

## Situation et accès
Le boulevard Paul-Doumer est compris entre le boulevard du Général-Leclerc et la rue de Venise. Le boulevard appartient administrativement au quartier Barbâtre - Saint-Remi - Verrerie.

## Origine du nom
Il porte le nom de l'homme politique Paul Doumer (1857-1832) et qui fut Président de la République française assassiné à Paris 8e le 7 mai 1932. Il avait été élu président de la République le 13 mai 1931.

## Historique
Ancienne chaussée du Port, débaptisée le 27 mai 1932 pour devenir le boulevard Paul-Doumer.

## Bâtiments remarquables et lieux de mémoire
- n° 57, Le Ruban bleu,

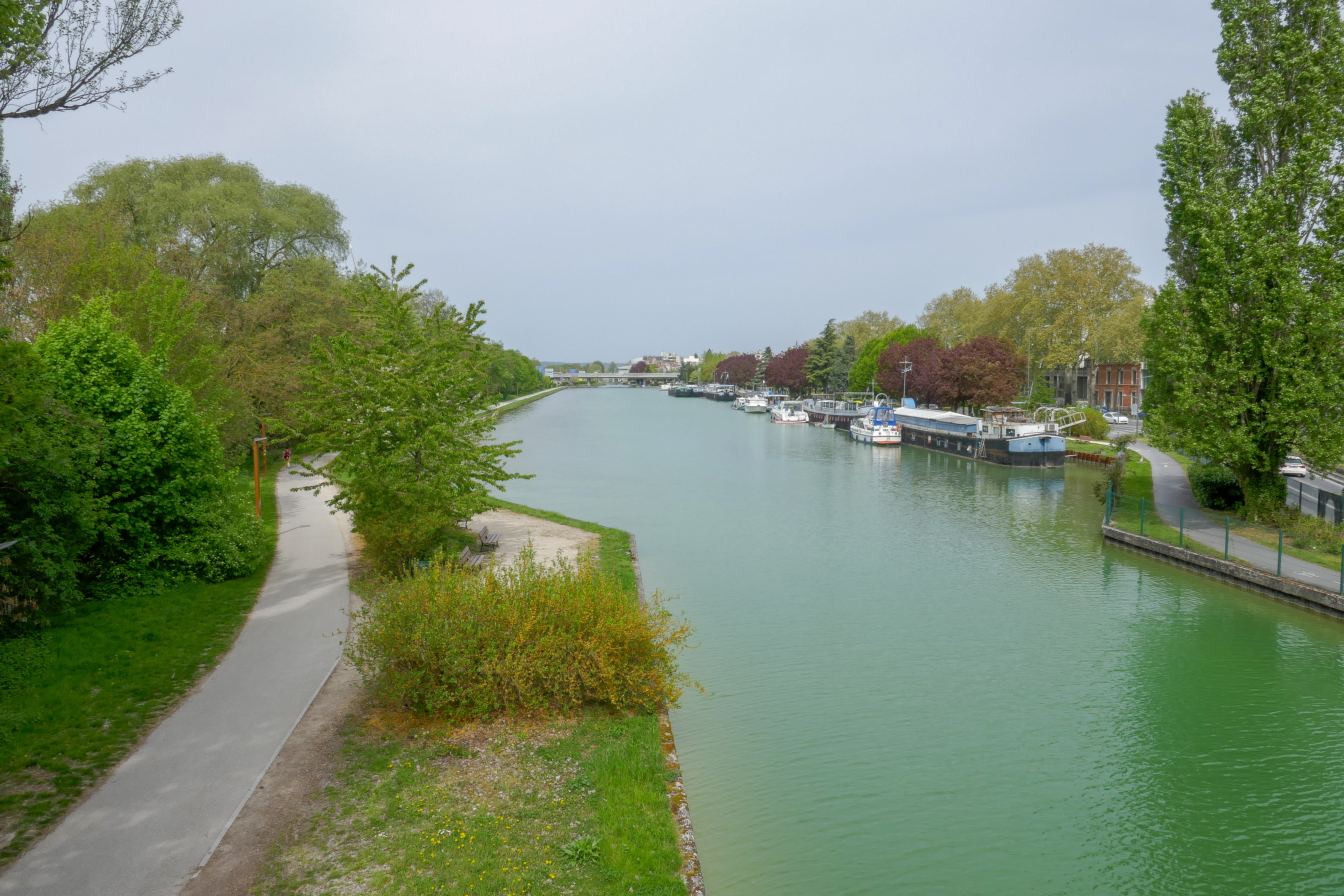
Le port.

- n° 2, Halte nautique de Reims : équipé de douches, toilette et d'une laverie en libre service. La Capitainerie du Relais est ouverte 7 jours sur 7, de 17h00 à 18h30[1]. La mairie étudie actuellement la reconfiguration du site.